# Trnovca
Trnovca (italijansko Ternova) je kmetijsko središče v razpršeni občini Devin - Nabrežina v Tržaški pokrajini v Furlaniji-Julijski krajini. Je najmanjši kraj v občini.
Toponim izhaja iz slovenske besede trn. Kraj je naseljen pretežno s Slovenci.
Kraj sestavlja skupina hiš v značilnem kraškem slogu, ki leži nekaj sto metrov od državne meje s Slovenijo.
Območje, imenovano Bajta (Baita), je sestavljeno iz novejših stavb, zgrajenih ob pokrajinski cesti, ki povezuje Prosek z mejnim prehodom Šempolaj.